# 에이브러햄 링컨의 사진 목록
에이브러햄 링컨은 "19세기 가장 많이 사진으로 찍힌 미국인"이었다. 링컨의 알려진 사진은 최소 130장이며, 그는 남북 전쟁을 공식적으로 기록하기 위해 임명된 매튜 브래디와 알렉산더 가드너에 의해 여러 번 사진으로 찍혔다. 브래디의 1860년 사진에 대해 링컨은 “브래디와 쿠퍼 인스티튜트가 나를 대통령으로 만들었다”고 말했다. 링컨이 대통령이 되었을 때 그의 개인 비서였던 존 조지 니콜레이는 다음과 같이 말했다.
| “ | 링컨의 얼굴은 그의 초상화를 그린 모든 예술가들의 절망이었다. ... 링컨의 사진은 많지만, 그의 초상화는 없다. | ” |

## 사진 목록
| 이미지 | 날짜                                    | 사진작가                                      | 장소                               | 기법 | 소유자                                                            | 비고 |
| ------ | --------------------------------------- | --------------------------------------------- | ---------------------------------- | --- | ----------------------------------------------------------------- | --- |
|        | 1846년 또는 1847                        | 니콜라스 H. 셰퍼드                            | 스프링필드, 일리노이주             | 다게레오타이프, 쿼터 플레이트 | 미국 의회도서관                                                   | 이 다게레오타이프는 에이브러햄 링컨의 가장 초기에 확인된 사진 이미지이다. 링컨이 미국 하원에 선출된 직후인 1846년 니콜라스 H. 셰퍼드가 찍은 것으로 알려졌다. 셰퍼드의 다게레오타이프 미니어처 갤러리는 상가모 저널에 광고되었으며, 스프링필드의 J. 브루키 약국 위에 위치했다. 셰퍼드는 또한 링컨과 헌던의 법률 사무소에서 법을 공부했다. |
|        | 1854년 10월 27일                        | 요한 칼 프레데리크 폴리카르푸스 폰 슈나이다우 | 시카고, 일리노이주                 | 잃어버린 것으로 추정되는 다게레오타이프의 젤라틴 은염 인화 사진                                                                                 | 미국 의회도서관                                                   | 링컨의 두 번째로 알려진 사진. 원래 조지 슈나이더가 소유했던 사진으로, 서부에서 가장 영향력 있는 반노예 독일어 신문인 일리노이 슈타츠-차이퉁의 전 편집자였다. 슈나이더 씨는 1853년 스프링필드에서 링컨 씨를 처음 만났다. 슈나이더 씨는 "그는 이미 알아야 할 중요한 인물이었다"고 말한다. 1854년 링컨 씨가 시카고에 있었을 때, 아이작 N. 아널드가 슈나이더 씨를 링컨 씨와 저녁 식사에 초대했다. 저녁 식사 후, 신사들이 시내로 가던 중, 순회 사진관에 들렀고, 링컨 씨는 슈나이더 씨를 위해 이 사진을 찍었다. |
|        | 1857년 2월 28일                         | 알렉산더 헤슬러                               | 시카고, 일리노이주                 | 잃어버린 원본 네거티브의 젤라틴 은염 인화 사진                                                                                                  | 미국 의회도서관                                                   | 저는 헤슬러 씨로부터 [링컨이] 와서 법조계 회원들이 인쇄본을 얻을 수 있도록 앉을 준비를 했다는 편지를 받았습니다. 링컨은 그때 왜 남자들이 그렇게 못생긴 얼굴을 원하는지 모르겠다고 말했습니다. 조지프 메딜은 링컨 씨와 함께 사진을 찍으러 갔습니다. 그는 사진사가 링컨의 머리카락을 다듬으라고 고집했지만 링컨은 그 결과가 마음에 들지 않아 앉기 전에 손가락으로 머리를 쓸어넘겼다고 말했습니다.— 일리노이주 디칼브의 H. W. 페이, 사진의 원소유자 상원 지명 직전의 링컨. 원본 네거티브는 시카고 대화재로 소실되었다. |
|        | 1857년 5월 27일                         | 아몬 T. 조슬린                                | 댄빌, 일리노이주                   | 암브로타이프 | 링컨 금융 재단 컬렉션, 앨런 카운티 공공 도서관                    | 일부 역사가들은 이 사진을 1859년 11월 13일 법정 회기 중에 찍은 것으로, 다른 역사가들은 1853년 초에 찍은 것으로 보고 있지만, 대부분의 권위자들은 현재 1857년 5월 27일에 찍은 것으로 보고 있다. 사진작가 아몬 T. 조슬린은 우드버리 약국에 인접한 건물의 2층에 위치한 "조슬린 갤러리"를 소유했다. 이곳은 링컨이 순회 변호사였을 때 일리노이주 버밀리언 카운티에서 가장 좋아하는 들르는 곳 중 하나였다. 조슬린은 이 자리에서 에이브러햄 링컨을 두 번 촬영했다. 링컨은 한 장을 보관하고 다른 한 장은 친구인 버밀리언 카운티의 보안관 보좌관 토마스 J. 힐리어드에게 주었다. 오늘날 한 원본은 일리노이 주립 역사 도서관에 보관되어 있다. |
|        | 1858년 10월 1일                         | 캘빈 잭슨                                     | 피츠필드, 일리노이주               | 암브로타이프 | 미국 의회도서관                                                   | 링컨의 상원 도전이 실패로 돌아가기 2주 전, 일리노이주 피츠필드에서 촬영된 링컨의 상반신 초상화. 약간 왼쪽을 바라보고 있다. |
|        | 1858년                                  | 로더릭 M. 콜                                  | 피오리아, 일리노이주               | 다게레오타이프 (?) | 벤자민 샤펠 가족 원고 재단                                        | ... 당신이 가진 에이브러햄 링컨 사진은 링컨과 더글러스 선거 운동 중 제가 이 도시[피오리아]의 제 갤러리에서 만든 다게레오타이프의 사본입니다. 제가 자리에 앉으라고 초대했고 ... 제가 판을 준비했을 때, 그는 제게 '왜 당신들 모든 예술가들은 제가 일리노이주에서 가장 못생긴 남자라서 저의 초상화를 원하시는지 모르겠어요'라고 말했습니다.— R.M. 콜, 1905년 7월 3일, 데이비드 매컬록에게 보낸 편지 링컨은 이 이미지를 마음에 들어 했고 종종 추종자들에게 사진 인화본에 서명해주었다. 사실, 1861년에는 의붓어머니에게도 한 장을 주었다. 이 이미지는 1860년 대통령 선거 운동에서 캠페인 리본에 광범위하게 사용되었고, 링컨은 "종종 방문객들에게 사진 인화본에 서명해주었다." |
|        | 1858                                    | 알 수 없음                                    | 알 수 없음                         | 틴 타입 | 미국 의회도서관                                                   | 1860년 대통령 선거 운동 리본에 자주 복제되었던 링컨의 흐릿한 사진. 링컨은 이 사진을 좋아했으며, 종종 팬들에게 인쇄본에 서명해주었다고 전해진다. |
|        | 1858 (?)                                | 페터의 사진 갤러리                            | 알 수 없음                         | 9분의 1 플레이트 암브로타이프 | 국립 초상화 미술관                                                | 페터의 사진 갤러리에서 찍은 링컨 사진. |
|        | 1858년 (?)                              | 알 수 없음                                    | 알 수 없음                         | 틴 타입 | 국립 링컨 박물관 (구 포드 극장)                                   | 이것은 링컨의 현존하는 유일한 틴 타입 원본이다. |
|        | 1858년 (?)                              | 알 수 없음                                    | 오하이오주 (?)                     | 잃어버린 다게레오타이프의 사진 복사본 | 앤서니 L. 마레시 컬렉션                                           | 오하이오주 파르마 출신의 남북 전쟁 군인이 이 초상화의 원소유자였으며, 1942년 2월 12일 클리블랜드 플레인 딜러에 앤서니 L. 마레시 컬렉션의 인쇄본으로 게재되었다. 아마도 이것은 오하이오주에서 찍힌 두 점의 다게레오타이프 중 하나(현재는 모두 소실됨)의 사진 복사본일 수 있다. |
|        | 1858 (?)                                | 알 수 없음                                    | 스프링필드, 일리노이주             | 암브로타이프 | 에이브러햄 링컨 대통령 도서관 및 박물관                           | 스티븐 더글러스와 링컨의 토론 중에 에이브러햄 링컨은 일리노이주 서부에서 이 사진을 찍었다. 몇 년 후 남북 전쟁 중에 그는 이 사진을 찰스 램에게 주었는데, 찰스 램은 폭발로 인해 찢어진 팔의 치명적인 감염을 육식성 구더기의 도움으로 극복했다. |
|        | 1858년 (?)                              | 알 수 없음                                    | 스프링필드, 일리노이주             | 사진 복사본 | 알 수 없음                                                        | 1858년, 링컨은 일리노이주 상원 의원 자리를 놓고 스티븐 더글러스와 대결했다. 이 싸움은 노예 제도에 대한 일곱 차례의 격렬한 토론을 촉발시켰다. 여기서 지지자들은 링컨의 스프링필드 자택 밖에 모여 있다. 링컨은 문간에 서 있는 키가 크고 하얀 인물이다. |
|        | 1858년 5월 7일                          | 에이브러햄 M. 바이어스                        | 비어즈타운, 일리노이주             | 암브로타이프 | 네브래스카 대학교                                                 | 이전에는 일리노이주 스프링필드의 링컨 기념물 컬렉션에 소장되어 있었다. 링컨 씨는 이 행사에서 리넨 코트를 입었다. 이 사진은 링컨-더글러스 선거 운동 당시 그의 모습을 잘 담아낸 것으로 평가받는다. |
|        | 1858년 4월 25일                         | 새뮤얼 G. 알슐러                              | 어배너, 일리노이주                 | 암브로타이프 | 미국 의회도서관                                                   | 당시 저는 순회 법원의 젊은 서기였고, 순회 법원에서 변호사로 활동하던 40여 명의 변호사들과 거의 다 아는 사이였습니다. ... 법원 개정일은 항상 흥미로운 행사였는데, 주로 멀리서 온 변호사들이 누가 참석했는지 궁금했기 때문입니다. ... 링컨 씨가 그들 중 한 명이라는 것을 알게 되었고, 그를 바라보자 그는 자리에서 일어나 앞으로 나와 제 선거 당선에 대해 진심으로 악수하며 축하의 말을 전했습니다. 이 사실을 언급하는 이유는 링컨 씨의 행동이 다른 변호사들의 행동과 너무나 대조적이어서 저에게 깊은 감동을 주었고, 그 이후로 저는 그의 변함없는 친구가 되었기 때문입니다.— 시카고의 C. F. 건터, 1896년경 편지 어느 날 아침, 제가 알슐러 씨의 갤러리에 있었을 때, 링컨 씨가 방으로 들어와 그(알슐러)가 자신을 위해 사진을 찍어주기를 원한다고 들었다고 말했습니다. 알슐러는 링컨 씨에게 그런 메시지를 보냈지만, 그 코트(링컨 씨가 입고 있던 리넨 더스터를 가리키며)로는 사진을 찍을 수 없다고 말하며 어두운 코트가 있는지 물었습니다. 링컨 씨는 집에서 가져온 코트는 이것뿐이라고 말했습니다. 알슐러는 자신의 코트를 입으라고 말했고, 링컨 씨에게 코트를 주었고, 링컨 씨는 더스터를 벗고 예술가의 코트를 입었습니다. 알슐러는 팔은 짧았지만 몸은 링컨 씨 몸만큼이나 컸던 매우 작은 사람이었습니다. 링컨 씨의 팔은 알슐러의 코트 소매를 쿼터 야드나 뚫고 나와 매우 우스꽝스러웠고, 그(링컨)는 터져나오듯이 웃었고, 그 자리에 어울리게 진지한 표정을 지으려고 노력하며 사진을 찍기 위해 앉았습니다. 사진 속 입술이 이를 보여줍니다.— J. O. 커닝햄 씨, 사진 촬영 당시 현장에 있었음 |
|        | 1858년 7월 18일                         | 프레스턴 버틀러                               | 스프링필드, 일리노이주             | 잃어버린 암브로타이프의 잃어버린 탄소 확대본을 인쇄한 젤라틴 은염 인화 사진                                                                     | 미국 의회도서관                                                   | 이 이미지는 링컨이 스프링필드에서 노예 제도를 "궁극적으로 말살"하는 방향으로 나아가야 한다고 촉구하는 연설을 한 다음 날 프레스턴 버틀러가 찍은 것으로 추정된다. 그는 스티븐 더글러스를 공격하고 독립 선언문에 제시된 평등의 원칙을 지지한다고 말함으로써 자신을 변호한다. 이 연설은 더글러스와의 토론에 앞서 이루어졌다. |
|        | 1858년 8월 26일                         | T. P. 피어슨                                  | 머콤, 일리노이주                   | 암브로타이프 | 미국 의회도서관                                                   | 매기 씨는 머콤에서 링컨 씨와 같은 호텔에 묵게 되었고, 다음날 아침 시내를 산책하다가 매기 씨의 초청으로 피어슨 씨의 사진관에 들렀고, 그 결과 이 사진의 원본인 암브로타이프가 만들어졌습니다. 링컨 씨는 들어서면서 카메라를 마치 처음 보는 기구처럼 바라보더니, "음, 이 물건으로 저를 한 방 찍으시겠어요?"라고 말했습니다. 그는 거울로 안내되어 "단정하게 꾸미세요"라는 말을 들었지만, "만약 제가 단정하게 꾸미면 제 모습과 별로 닮지 않을 겁니다"라고 말하며 거절했습니다. 일리노이주에 있는 링컨 씨의 오랜 이웃과 지인들은 이 사진을 보고 "아! 제가 본 링컨 씨의 사진 중 가장 닮았어요!"라고 외치곤 합니다. 그가 이 사진에서 입고 있는 옷은 더글러스 상원 의원과 유명한 선거 운동을 할 때 입었던 옷과 같습니다.— J. C. 파워, 스프링필드 링컨 기념비 관리인 |
|        | 1858년 9월 26일                         | 크리스토퍼 S. 저먼의 작품으로 추정됨          | 스프링필드, 일리노이주             | 알 수 없음 | 시카고 역사 박물관                                                | 1858년 링컨과 더글러스는 이 주에서 일련의 합동 토론을 벌였고, 이 도시는 만남의 장소 중 하나였습니다. 당시 링컨의 의붓어머니는 우리 아버지와 어머니와 함께 살고 있었습니다. 링컨이 우리 집에 들렀다가 떠나려 할 때 어머니가 그에게 "에이브 삼촌, 당신 사진을 한 장 갖고 싶어요."라고 말했습니다. 그는 "음, 해리엇, 집에 가서 당신을 위해 한 장 찍어서 보내줄게요."라고 답했습니다. 얼마 후 어머니는 링컨 씨의 편지와 함께 이미 액자에 담긴 사진을 스프링필드, 일리노이주에서 받았습니다. 그 편지에서 그는 "이것은 그다지 보기 좋은 사진은 아니지만, 형편없는 피사체에서 만들어낼 수 있는 최선입니다."라고 말했습니다. 그는 또한 이 사진을 오로지 어머니를 위해 찍었다고 말했습니다.— 일리노이주 찰스턴의 K. N. 채프먼 씨, 세라 부시 링컨의 증손자 |
|        | 1858년 10월 1일                         | 캘빈 잭슨                                     | 피츠필드, 일리노이주               | 암브로타이프 | 미국 의회도서관                                                   | 1858년 10월 1일 금요일 오후, 링컨은 일리노이주 피츠필드에 있는 변호사 친구 다니엘 H. 길머의 집에서 점심 식사를 했다. 링컨은 그 다음 길 건너편의 타운 광장으로 가서 두 시간 동안 연설했다. 연설 후 링컨은 길머의 요청에 따라 광장 북동쪽 코너에 있는 캘빈 잭슨의 이동식 천막 사진관으로 가서 두 가지 암브로타이프 포즈를 취했다. 사진은 곧 현상되었지만, 한 장은 과다 노출되어 완성되지 않았을 가능성이 있다. 링컨은 다음 날 다른 사진의 사본을 피츠필드 친구 두 명에게 배달해달라고 요청했다. |
|        | 1858년 10월 11일                        | 윌리엄 저드킨스 톰슨                          | 모나모스, 일리노이주               | 암브로타이프 | 국립 초상화 미술관, 스미스소니언 협회                             | 이 암브로타이프는 일리노이주 퀸시에서 더글러스와의 마지막 토론을 이틀 앞두고 촬영되었다. |
|        | 1859년 (?)                              | 알 수 없음                                    | 스프링필드, 일리노이주             | 알 수 없음 | 알 수 없음                                                        | 출처 불명의 사진으로, 1859년경 일리노이주 스프링필드에 있는 에이브러햄 링컨의 모습을 보여준다. |
|        | 1859년 10월 4일                         | 새뮤얼 M. 파셋                                | 시카고, 일리노이주                 | 사진 | 시카고 대화재로 네거티브 소실                                     | 링컨은 시카고의 쿡 앤 파셋 갤러리에서 이 초상화를 위해 포즈를 취했다. 쿡은 1865년에 "메리 토드 링컨이 [그것을] 남편의 모습 중 가장 잘 닮았다고 평했다"고 썼다. |
|        | 1860 (?)                                | 조지 클라크 주니어                            | 보스턴, 매사추세츠주               | 암브로타이프 | 국립 초상화 미술관                                                | 1860년경 보스턴의 링컨. "선물, 에이브러햄 링컨 각하. 조지 클라크 주니어 & Co. 암브로타이프 예술가, 59 코트 스트리트, 보스턴 제작." |
|        | 1860년 2월 27일                         | 매튜 브래디                                   | 뉴욕, 뉴욕                         | 수정된 원본 인쇄본의 잃어버린 복사 네거티브에서 브래디 갤러리가 인쇄한 카르테 드 비지트                                                         | 미국 의회도서관                                                   | 쿠퍼 유니언 연설이 있던 날, 매튜 브래디가 찍은 링컨의 첫 번째 사진. 다음 몇 주 동안 신문과 잡지는 행사 전반에 걸쳐 군중의 높은 사기와 연설가의 감동적인 수사에 주목하며 자세히 보도했다. 하퍼스 위클리의 예술가들은 브래디의 사진을 전면 목판화 초상화로 변환하여 링컨의 승리에 대한 이야기를 삽화로 그렸고, 1860년 10월에는 레슬리 위클리가 같은 이미지를 사용하여 선거에 대한 이야기를 삽화로 그렸다. 브래디 자신도 전국의 눈길을 사로잡은 일리노이주 정치인의 카르테 드 비지트 사진을 많이 팔았다. 브래디는 자신의 외모를 개선하기 위해 링컨의 칼라를 높이 올렸다고 회상했다. 이 유명한 초상화의 후속 버전은 예술가들이 링컨의 머리카락을 다듬고, 얼굴 선을 매끄럽게 하고, 그의 "움직이는" 왼쪽 눈을 곧게 폈다는 것을 보여준다. 링컨이 공화당 후보 지명과 대통령직을 확보한 후, 그는 쿠퍼 유니언 연설과 이 초상화에 대해 "브래디와 쿠퍼 인스티튜트가 나를 대통령으로 만들었다"고 말했다. |
|        | 1860년 (봄 또는 여름)                   | 알 수 없음                                    | 일리노이주 (?)                     | 알 수 없음 | 미국 의회도서관                                                   | 1860년 봄 또는 여름에 스프링필드나 시카고에서 익명의 사진작가가 찍은 잃어버린 원본 네거티브에서 인쇄된 유일한 현존하는 사진으로 여겨지는 현대적인 알부민 인쇄본. |
|        | 1860년 여름                             | 알 수 없음                                    | 스프링필드, 일리노이주             | 사진 | 아이다 M. 타벨 컬렉션, 1890-1944, 펠레티어 도서관 앨러게니 칼리지 | 1860년 여름에 찍힌 에이브러햄의 사진으로, "알 수 없는 사진가가 찍은 오랫동안 숨겨진 측면 사진, 스프링필드, 1860년 여름"이라는 캡션이 붙어 있다. 이 이미지의 또 다른 인쇄본은 화가 존 헨리 브라운의 소지품에서 발견되었는데, 그의 링컨 수채화 미니어처는 국립 초상화 미술관에 걸려 있다. |
|        | 1860년 여름                             | 존 아담스 휘플                                | 스프링필드, 일리노이주             | 사진 | 알 수 없음                                                        | 스프링필드에 있는 링컨 가족의 집으로, 8번가와 잭슨가 교차로에 위치해 있다. 에이브러햄 링컨이 울타리 안에 서 있고, 윌리가 그 옆에 서 있다. 태드 링컨은 울타리 기둥 뒤에서 살짝 엿보고 있는 모습이 거의 보이지 않는다. 이 사진은 링컨이 공화당 대통령 후보로 지명된 직후인 1860년 여름에 촬영되었다. |
|        | 1860년 여름                             | 존 아담스 휘플                                | 스프링필드, 일리노이주             | 사진 | 알 수 없음                                                        | 이 사진은 에이브러햄 링컨과 그의 아들 윌리가 울타리 뒤에 서 있는 모습을 명확하게 보여준다. 자세히 보면 막내아들 태드가 모퉁이 기둥 뒤에서 엿보고 있는 것을 알 수 있다. 보도에 있는 사람들의 신원은 알려져 있지 않다. |
|        | 1860년 여름                             | 존 아담스 휘플                                | 스프링필드, 일리노이주             | 사진 | 알 수 없음                                                        | 에이브러햄 링컨과 윌리, 그리고 윌리의 놀이 친구 중 한 명인 아이작 딜러. 딜러는 이 사진에 대해 이렇게 회상했다. “이모네 집에서 길 건너편으로 달려가 링컨 가족과 함께 무료로 사진을 찍었지만, 농장 수레를 보려고 잘못된 순간에 고개를 돌렸어요. 양말의 줄무늬와 부츠만 보였죠.” |
|        | 1860년 5월 9일                          | 에드워드 A. 반웰                              | 디케이터, 일리노이주               | 잃어버린 원본 네거티브 또는 암브로타이프에서 유리판에 인쇄된 양화                                                                               | 디케이터 공공 도서관                                              | 에이브러햄 링컨은 일리노이주 공화당 전당대회에 참석하기 위해 디케이터에 있었다. 지역 사진작가 에드워드 A. 반웰은 전당대회에서 "가장 큰 인물"의 사진을 찍고 싶어 링컨을 노스 워터 스트리트 24번지에 있는 자신의 인민 암브로타이프 갤러리로 초대하여 이 초상화를 위해 포즈를 취하게 했다. 다음 날, 리처드 오글스비가 "철도 노동자"를 소개한 후, 전당대회 대표들은 링컨을 만장일치로 대통령으로 지지했다. 5월 18일 시카고에서 열린 국립 공화당 전당대회에서 그를 당의 후보로 지명했다. |
|        | 1860년 5월 20일                         | 윌리엄 마시                                   | 스프링필드, 일리노이주             | 원본 암브로타이프의 젤라틴 은염 인화 복사본 | 미국 의회도서관                                                   | 스프링필드, 일리노이주에서 당의 후보 지명을 받은 지 이틀 후의 대통령 후보 에이브러햄 링컨. |
|        | 1860년 5월 20일                         | 윌리엄 마시                                   | 스프링필드, 일리노이주             | 유리 네거티브에서 인쇄한 염색 인화 | 메트로폴리탄 미술관                                               | 마커스 로렌스 워드를 위해 윌리엄 마시가 찍은 다섯 장의 사진 중 하나. 동부의 많은 사람들이 링컨의 열정적인 연설을 읽었지만, 일리노이주의 대표를 실제로 본 사람은 거의 없었다. |
|        | 1860년 6월 3일                          | 알렉산더 헤슬러                               | 스프링필드, 일리노이주             | 사진 | 미국 의회도서관                                                   | 헤슬러는 이 자리에서 총 네 점의 초상화를 찍었다. 링컨의 법률 파트너인 윌리엄 헌던은 이 사진에 대해 이렇게 썼다. "아랫입술의 독특한 곡선, 오른쪽 뺨의 외로운 점, 그리고 너무나 링컨다운 머리 자세가 있다. 다른 어떤 예술가도 이를 포착하지 못했다." |
|        | 1860년 6월 3일                          | 알렉산더 헤슬러                               | 스프링필드, 일리노이주             | 사진 | 보스턴 미술관                                                     | 링컨이 이 사진과 같은 포즈에서 찍은 옆모습 초상화를 보았을 때, 그는 "이것이 내가 본 어떤 사진보다 더 좋고 나를 더 잘 표현한다. 사람들이 만족한다면 나도 만족한다"고 말했다. |
|        | 1860년 6월 3일                          | 알렉산더 헤슬러                               | 스프링필드, 일리노이주             | 사진 | 미국 의회도서관                                                   | 링컨과 시카고 기자가 대통령 지명 직후 링컨의 집에서 이 사진을 보고 있었을 때, 링컨은 "이 사진은 내 못생긴 얼굴을 아주 잘 보여준다"고 말했다. |
|        | 1860년 6월                              | 알 수 없음                                    | 스프링필드, 일리노이주             | 잃어버린 원본 네거티브의 알부민 인화에서 인쇄된 망점 인쇄본.                                                                                    | 알 수 없음                                                        | 1860년 여름, 세인트 폴의 사진작가 M. C. 터틀 씨가 링컨 씨에게 편지를 써서 선거 운동에 현지에서 사용할 수 있도록 네거티브를 찍어 보내달라고 요청했다. 요청은 승인되었지만, 네거티브는 운송 중에 파손되었다. 사고 소식을 들은 링컨 씨는 다시 자리에 앉았고, 두 번째 네거티브와 함께 사진에서 드러난 "새 코트를 얻었다"는 사실을 언급하는 유쾌한 메모를 보냈다. 터틀 씨가 이 사진을 몇 장 복사하여 주 전체의 공화당 편집자들에게 배포했다. |
|        | 1860년 (여름)                           | 윌리엄 시비                                   | 스프링필드, 일리노이주             | 사진 | 알 수 없음                                                        | 이 단일 인쇄본이 만들어진 후, 사진관에 불이 나면서 네거티브가 소실되었다. |
|        | 1860년 (봄 또는 여름)                   | 알 수 없음                                    | 스프링필드, 일리노이주             | 잃어버린 원본 네거티브에서 인쇄된 유일한 현존하는 사진으로 여겨지는 현대적인 알부민 인쇄본                                                      | 미국 의회도서관                                                   | 링컨의 강력한 체격을 연구한 이 전신 사진은 조각가 헨리 커크 브라운의 사용을 위해 찍혔으며, 1931년 그의 유품 속에서 발견되었다. |
|        | 1860년 (봄 또는 여름)                   | 윌리엄 쇼                                     | 시카고 또는 스프링필드, 일리노이주 | 잃어버린 현대 네거티브의 알부민 인화본 | 시카고 선타임스 아카이브                                          | 이 이미지는 어느 시점에 심하게 수정되었다. 링컨의 목, 피부 및 뺨 선이 매끄럽게 처리되었고, 오른쪽 눈 아래의 주름이 줄어들었다. |
|        | 1860년 8월 13일                         | 프레스턴 버틀러                               | 스프링필드, 일리노이주             | 암브로타이프 플레이트 5.75 x 4.5인치 | 미국 의회도서관                                                   | 링컨의 마지막 수염 없는 사진. 존 M. 리드는 필라델피아 예술가 존 헨리 브라운에게 "피사체가 정당화하든 안 하든" 링컨의 멋진 미니어처를 그려달라고 의뢰했다. 이 암브로타이프는 1860년 8월 13일 월요일 버틀러의 다게레오타이프 스튜디오에서 찍은 여섯 장의 사진 중 하나(그 중 두 장만 남아 있음)로, 초상화 화가를 위해 만들어졌다. |
|        | 1860년 11월 25일                        | 새뮤얼 G. 알슐러                              | 시카고, 일리노이주                 | 수정된 현대 알부민 인쇄본에서 나온 것으로 보이는 카르테 드 비지트 인쇄본의 젤라틴 은염 인화본으로, 잃어버린 원본 네거티브에서 유래했다고 추정됨 | 미국 의회도서관                                                   | 11세 소녀 그레이스 베델은 링컨에게 "수염을 길러주세요... 당신 얼굴이 너무 마르니 훨씬 멋있을 거예요. 모든 여자들이 수염을 좋아해서 남편에게 당신에게 투표하라고 조를 것이고, 그러면 당신은 대통령이 될 거예요"라고 편지를 썼고, 대통령 당선인은 "수염에 관해서는 한 번도 길러본 적이 없는데, 지금부터 기르기 시작하면 사람들이 어리석은 애정이라고 부르지 않을까요?"라고 답했다. 그럼에도 불구하고, 다음에 이발사 윌리엄 플로빌을 방문했을 때, 그는 "빌리, 수염을 기를 기회를 줍시다"라고 선언했다. 일리노이주에서 워싱턴 D.C.까지 기차로 취임 여정을 시작할 무렵에는 수염이 덥수룩하게 자라 있었다. |
|        | 1861년 1월 13일                         | 크리스토퍼 S. 저먼                            | 스프링필드, 일리노이주             | 알 수 없음 | 알 수 없음                                                        | |
|        | 1861년 2월 9일                          | 크리스토퍼 S. 저먼                            | 스프링필드, 일리노이주             | 사진 | 미국 의회도서관                                                   | 이 사진은 취임식을 위해 스프링필드를 떠나 워싱턴 D.C.로 향하기 이틀 전에 찍은 것이다. |
|        | 1861년 2월 9일                          | 크리스토퍼 S. 저먼                            | 스프링필드, 일리노이주             | 잃어버린 네거티브에서 인쇄한 틴 타입 | 개인 소장                                                         | 같은 세션에서 찍은 이 측면 사진은 다른 어떤 초상화보다도 링컨의 뒤통수를 잘 보여준다. |
|        | 1861년 2월 24일                         | 알렉산더 가드너                               | 워싱턴 D.C.                        | 알부민 은염 인화 | J. 폴 게티 미술관                                                 | 대통령 당선인 링컨이 워싱턴 D.C.에 기차로 도착한 다음 날, 그곳에서 처음으로 앉아 찍은 사진. |
|        | 1861년 2월 24일                         | 알렉산더 가드너                               | 워싱턴 D.C.                        | 알부민 은염 인화 | 미국 의회도서관                                                   | 대통령 당선인 링컨이 워싱턴 D.C.에 기차로 도착한 다음 날, 그곳에서 처음으로 앉아 찍은 사진. |
|        | 1861년 3월 1일과 1861년 6월 30일 (사이) | 알 수 없음                                    | 알 수 없음                         | 잃어버린 원본 네거티브의 염색 인화본 | 크리스티스                                                        | 새로운 대통령의 첫 번째 사진 이미지. 놀랍게도 이 초상화가 어디서 누구에 의해 찍혔는지는 알려져 있지 않다. 몇몇 알려진 예시에는 뉴욕의 C.D. 프레더릭스 & Co., 필라델피아의 W.L. 저먼과 제임스 E. 맥리스를 포함한 여러 다른 사진작가들의 각인이 새겨져 있다. 이 예시는 "현존하는 가장 가치 있는 링컨 사진"으로 평가받으며 2009년 경매에서 206,500달러에 팔렸다. |
|        | 1861년 4월 6일                          | 매튜 브래디                                   | 워싱턴 D.C.                        | 원본 콜로디온 플레이트의 거대한 임페리얼 사진                                                                                                   | 미국 의회도서관                                                   | 링컨의 처진 왼쪽 눈꺼풀이 이 이미지에서 분명하게 보인다. |
|        | 1861년 5월 16일                         | 매튜 브래디                                   | 워싱턴 D.C.                        | 매튜 브래디 갤러리에서 익명의 사진작가가 찍은 결함 있는 원본 네거티브의 잃어버린 현대 알부민 인쇄본의 솔리오 인쇄본                             | 브라운 디지털 저장소                                              | 에이브러햄 링컨, 상반신 초상화, 앉아 있는 모습 |
|        | 1861년 5월 16일                         | 매튜 브래디                                   | 워싱턴 D.C.                        | 잃어버린 원본 다중 이미지 스테레오그래픽 네거티브의 한 프레임에서 인쇄된 카르테 드 비지트                                                       | 미국 의회도서관                                                   | 1861년 5월 16일, 작은 테이블 옆에 앉아 사색에 잠긴 대통령 에이브러햄 링컨의 모습으로, 테이블에 모자가 보인다. |
|        | 1861년 후반 - 1862년 초반               | 매튜 브래디                                   | 워싱턴 D.C.                        | 사진 | 국립 초상화 미술관                                                | 1861년 초반에서 1862년 후반 사이에 매튜 브래디가 찍은 링컨 대통령의 사진. |
|        | 1862년 2월                              | 매튜 브래디                                   | 워싱턴 D.C.                        | 카르테 드 비지트 | 개인 소장                                                         | 링컨의 아들 윌리의 죽음 직후에 찍은 사진. 일리노이주 주지사 조지프 W. 파이퍼는 이 이미지를 보고 "우울함이 그의 어깨에서 흘러내려 손가락 끝에서 떨어지는 듯했다"고 말했다. |
|        | 1862년 10월 3일                         | 알렉산더 가드너                               | 앤티텀, 메릴랜드                   | 습식 콜로디온 유리판 | 미국 의회도서관                                                   | 링컨은 매클렐런 장군이 로버트 E. 리를 공격하기를 주저하자 전선을 방문하기로 결정했다. 매클렐런과 그의 장교들과 함께 있는 링컨의 이 사진은 대통령이 앤티텀에 도착한 다음 날 아침에 찍은 것이다. |
|        | 1862년 10월 3일                         | 알렉산더 가드너                               | 앤티텀, 메릴랜드                   | 습식 콜로디온 유리판 | 미국 의회도서관                                                   | 앤티텀의 에이브러햄 링컨과 왼쪽에 앉아 있는 워드 힐 라몬. |
|        | 1862년 10월 3일                         | 알렉산더 가드너                               | 앤티텀, 메릴랜드                   | 원본 습식 콜로디온 유리 네거티브의 디지털 파일                                                                                                  | 미국 의회도서관                                                   | 앤티텀 전투 후 매클렐런의 텐트 안의 링컨. |
|        | 1862년 10월 3일                         | 알렉산더 가드너                               | 앤티텀, 메릴랜드                   | 원본 습식 콜로디온 유리 네거티브에서 잘라낸 디지털 파일                                                                                         | 미국 의회도서관                                                   | 앤티텀의 링컨과 앨런 핑커톤, 그리고 존 A. 매클러넌드 소장. 이 사진은 미국 비밀경호국 본부 텐트 앞에서 찍은 것이다. |
|        | 1862년 10월 3일                         | 알렉산더 가드너                               | 앤티텀, 메릴랜드                   | 원본 습식 콜로디온 유리 네거티브에서 잘라낸 디지털 파일                                                                                         | 미국 의회도서관                                                   | 앤티텀의 링컨과 앨런 핑커톤, 그리고 존 A. 매클러넌드 소장. |
|        | 1863년 4월 17일                         | 토마스 르 메르                                | 워싱턴 D.C.                        | 카르테 드 비지트 | 국립 초상화 미술관                                                | 매튜 브래디 스튜디오의 사진작가 토마스 르 메르는 대통령의 전신 초상화를 찍는 것이 "상당한 도전"이 될 것이라고 생각했다. 그는 브래디의 갤러리에서 다중 렌즈 카메라로 이 작업을 수행했다. |
|        | 1863년 (?)                              | 루이스 에모리 워커                            | 워싱턴 D.C.                        | 콜로디온 유리 네거티브 | 미국 의회도서관                                                   | 링컨은 앉아 있고, 코트 단추는 풀려 있으며, 1863년 캘리포니아 대표단으로부터 선물받은 표준 금시계 체인을 착용하고 있다. |
|        | 1863년 8월 9일                          | 알렉산더 가드너                               | 워싱턴 D.C.                        | | 미국 의회도서관                                                   | 알렉산더 가드너가 1863년 8월 9일에 찍은 초상화. 링컨의 다리 뒤에 피사체를 움직이지 않게 고정하는 데 사용된 철제 스탠드가 희미하게 보인다. |
|        | 1863년 8월 9일                          | 알렉산더 가드너                               | 워싱턴 D.C.                        | 매머드 크기 원본 네거티브의 알부민 초상화 | 크리스티 경매, Sale 2272, Lot 86                                  | 링컨의 "사진사 얼굴". 제임스 마이너 박사에 따르면, "그의 크고 뼈만 앙상한 얼굴은 휴식할 때 형언할 수 없이 슬펐고 스핑크스처럼 읽을 수 없었으며, 그의 눈은 죽은 물고기의 눈처럼 표정이 없었지만, 그가 자신의 이야기나 다른 사람의 이야기에 미소를 짓거나 웃을 때는 모든 것이 변했다. 그의 모습은 활기차졌고, 그의 얼굴에는 번개 같은 변화가 일어났고, 그의 눈은 반짝였으며, 나는 그가 남자의 얼굴에서 본 어떤 표정보다도 가장 표현력이 풍부한 특징을 가지고 있다고 생각했다." |
|        | 1863년 8월 9일                          | 알렉산더 가드너                               | 워싱턴 D.C.                        | 유리 네거티브의 젤라틴 은염 인화본 | 메트로폴리탄 미술관                                               | 이 사진은 알렉산더 가드너가 그의 갤러리 공식 개장 전날 대통령을 찍은 여섯 장의 사진 중 하나이다. 링컨은 가드너의 첫 모델이 되겠다고 약속했으며, 갤러리로 가는 길에 "호기심 많은 사람들과 다른 방문객들"을 피하기 위해 일요일을 선택했다. |
|        | 1863년 8월 9일                          | 알렉산더 가드너                               | 워싱턴 D.C.                        | 카르테 드 비지트 | 헤리티지 옥션 로트 #43062                                         | 링컨은 한 손에 신문을, 다른 한 손에 안경을 들고 있는 자필 서명 카르테 드 비지트. |
|        | 1863년 8월 9일                          | 알렉산더 가드너                               | 워싱턴 D.C.                        | 카르테 드 비지트 | 헤리티지 옥션 로트 #43025                                         | 무릎에 손을 얹고 앉아 있는 링컨. |
|        | 1863년 8월 9일                          | 알렉산더 가드너                               | 워싱턴 D.C.                        | 종이 사진 | 스키너 경매 2658B, 로트 35                                        | 1863년 8월, 링컨이 알렉산더 가드너의 새 스튜디오인 7번가와 D 스트리트에서 찍은 이 이미지는 2013년 경매에서 팔릴 때까지 링컨의 비서 존 헤이 가족에게 보관되어 있었다. |
|        | 1863년 11월 8일                         | 알렉산더 가드너                               | 워싱턴 D.C.                        | 매트 콜로디온 인화본 | 미드 미술관                                                       | 이 유명한 링컨 이미지는 알렉산더 가드너가 1863년 11월 8일, 그가 게티즈버그 연설을 하기 몇 주 전에 찍은 것이다. 워싱턴에서 실제로 찍혔지만 때로는 "게티즈버그 초상화"라고도 불린다. 링컨은 1863년 8월에 그랬던 것처럼 일요일 오후에 가드너의 스튜디오를 방문했다. 그는 이 세션 동안 여러 추가 초상화를 위해 포즈를 취했다. |
|        | 1863년 11월 8일                         | 알렉산더 가드너                               | 워싱턴 D.C.                        | | 메저브-쿤하르트 재단                                              | 측면 이미지 |
|        | 1863년 11월 8일                         | 알렉산더 가드너                               | 워싱턴 D.C.                        | 임페리얼 알부민 인화본 | 소더비, 뉴욕, 2011년 10월 5일, N08775, 로트 43                    | 이 이미지는 링컨의 크고 늘씬한 다리를 강조한다. |
|        | 1863년 11월 8일                         | 알렉산더 가드너                               | 워싱턴 D.C.                        | |                                                                   | 링컨과 그의 두 비서, 존 니콜레이(왼쪽)와 존 헤이(오른쪽) |
|        | 1863년 11월 19일                        | 데이비드 바흐라흐                             | 게티즈버그, 펜실베이니아.          | | 미국 의회도서관                                                   | 펜실베이니아주 게티즈버그의 국립 병사 묘지 헌정식에서 에이브러햄 링컨. 링컨은 흐릿한 사람들 무리 바로 뒤, 중앙에서 약간 왼쪽에 있다. 링컨이 게티즈버그 연설을 하는 유일한 알려진 사진이다. |
|        | 1864 (?)                                | 알 수 없음                                    | 백악관, 워싱턴 D.C.                | 알 수 없음 | 백악관 역사 협회                                                  | 1864년 백악관 책상에 앉아 있는 에이브러햄 링컨. |
|        | 1864년 1월 8일                          | 매튜 브래디                                   |                                    | 현대 네거티브에서 필름에 인쇄된 양화로부터 재현됨                                                                                               | 미국 국립문서기록관리청                                           | 링컨은 1864년 최소 세 차례 워싱턴 D.C.의 매튜 브래디 스튜디오를 방문했다. 각 세션에서 여러 초상화가 남아 있다. |
|        | 1864년 1월 8일                          | 매튜 브래디                                   |                                    | 여러 이미지 스테레오그래픽 플레이트의 세 가지 스테레오 이미지 오버레이                                                                          | 미국 국립문서기록관리청                                           | 이 이미지는 브래디가 찍은 여러 이미지 스테레오그래픽 플레이트에서 컴파일된 세 가지 뷰의 오버레이이다. |
|        | 1864년 1월 8일                          | 매튜 브래디                                   | 워싱턴 D.C.                        | 카르테 드 비지트 | University Archives                                               | 이 사진은 2022년 9월 28일 경매에서 1,100달러에 팔렸다. |
|        | 1864년 2월                              | 알 수 없음                                    | 필라델피아, 펜실베이니아주         | 알부민 은염 인화 | 에이브러햄 링컨 대통령 박물관 및 도서관                           | 1864년경 필라델피아의 링컨 사진. |
|        | 1864년 2월 9일                          | 앤서니 버거                                   | 알 수 없음                         | 사진 | 미국 의회도서관                                                   | "페니 프로필". 버거는 매튜 브래디 갤러리의 매니저였으며, 이 화요일 촬영에서 여러 장의 사진을 찍었다. 1909년 빅터 데이비드 브레너는 이 이미지와 이 촬영에서 찍은 다른 유사한 이미지를 사용하여 링컨 센트를 모델링했다. |
|        | 1864년 2월 9일                          | 앤서니 버거                                   | 워싱턴 D.C.                        | 틴 타입 | 미국 의회도서관                                                   | 이 링컨 사진은 1864년 대통령 선거의 정치 캠페인 배지에 사용되었다. |
|        | 1864년 2월 9일                          | 앤서니 버거                                   |                                    | 카르테 드 비지트 | 헤리티지 옥션 #43032                                              | 이 이미지의 희귀한 콜로디온 플레이트 원본은 미국 국립문서기록관리청에 보관되어 있다. |
|        | 1864년 2월 9일                          | 앤서니 버거                                   |                                    | 임페리얼 알부민 인화본 | 헤리티지 옥션 #43034                                              | 1895년 로버트 토드 링컨은 "나는 항상 아버지의 브래디 사진이 가장 만족스러운 모습이라고 생각했으며, 그 사본을 첨부합니다"라고 썼다. |
|        | 1864년 2월 9일                          | 앤서니 버거                                   | 워싱턴 D.C.                        | 사진 네거티브 | 국립 초상화 미술관                                                | 앤서니 버거가 찍은 에이브러햄 링컨의 사진. |
|        | 1864년 2월 9일                          | 앤서니 버거                                   |                                    | 사진 | 미국 국립문서기록관리청                                           | "임페리얼"로 알려진 크기보다 약간 작은, 원본 깨진 플레이트. 현재 미국 5달러 지폐의 링컨 초상화는 이 사진을 바탕으로 한다. |
|        | 1864년 2월 9일                          | 앤서니 버거                                   |                                    | 사진 | 미국 국립문서기록관리청                                           | 에이브러햄 링컨과 그의 막내아들 태드. 바로 위에 있는 네 이미지와 같은 세션에서 찍은 것으로 추정된다. |
|        | 1864년 4월 20일                         | 앤서니 버거                                   | 워싱턴 D.C.                        | 사진 | 링컨 국립 컬렉션                                                  | 11 x 13 5/8인치 크기의 마운트되지 않은 에이브러햄 링컨 사진. 수염을 기른 모습으로 앉아 있으며, 왼쪽 팔은 서류가 놓인 테이블 위에 있다. 깨진 유리 네거티브에서 인쇄되었으며, 사진에는 다음과 같이 새겨져 있다: "루이스 A. 워렌 박사, 위대한 링컨 학자, 스테판 로란트에게." |
|        | 1865 (?)                                | 루이스 에모리 워커                            | 워싱턴 D.C.                        | 알부민 은염 인화 | 국립 초상화 미술관                                                | 루이스 워커가 찍은 에이브러햄 링컨의 두 장의 사진. |
|        | 1865년 2월                              | 루이스 에모리 워커                            | 워싱턴 D.C.                        | 알부민 은염 인화 | 미국 의회도서관                                                   | 짧은 머리는 아마도 링컨의 이발사가 클라크 밀스의 생체 마스크 제작을 용이하게 하기 위해 제안한 것일 수 있다. 링컨은 긴 머리가 석고에 달라붙을 수 있다는 것을 경험으로 알고 있었다. 1865년 스테레오 사진으로 오랫동안 매튜 브래디의 작품으로 알려졌으나, 실제로는 정부 사진작가 루이스 에모리 워커가 1865년 2월경에 찍은 것으로, 뉴욕의 E. & H. T. 앤서니 사가 그를 위해 출판했다. |
|        | 1865년 2월 5일                          | 알렉산더 가드너                               | 워싱턴 D.C.                        | 알부민 은염 인화 | J. 폴 게티 미술관                                                 | 에이브러햄 링컨과 그의 막내아들 태드. 대통령이 암살되기 10주 전에 찍은 사진. |
|        | 1865년 2월 5일                          | 알렉산더 가드너                               | 워싱턴 D.C.                        | 잃어버린 원본 다중 이미지 스테레오그래픽 네거티브의 한 프레임에서 인쇄된 카르테 드 비지트의 젤라틴 은염 인화본.                                 | 미국 의회도서관                                                   | 아래 참조. |
|        | 1865년 2월 5일                          | 알렉산더 가드너                               | 워싱턴 D.C.                        | 잃어버린 원본 다중 이미지 스테레오그래픽 네거티브의 한 프레임에서 인쇄된 카르테 드 비지트의 젤라틴 은염 인화본.                                 | 미국 의회도서관                                                   | 아래 참조. |
|        | 1865년 2월 5일                          | 알렉산더 가드너                               | 워싱턴 D.C.                        | 다중 이미지 스테레오그래픽 포즈의 잃어버린 시대 인쇄본의 젤라틴 은염 인화본                                                                     | 미국 의회도서관                                                   | 이 링컨 사진은 대통령직의 부담이 그에게 큰 영향을 미쳤을 때 찍힌 것이다. 링컨 대통령은 남북 전쟁 마지막 해인 1865년 2월 어느 일요일, 미국 초상화가 매튜 윌슨과 동반하여 가드너의 스튜디오를 방문했다. 윌슨은 대통령의 초상화를 그리는 의뢰를 받았지만, 링컨이 포즈를 취할 시간이 거의 없었기 때문에 예술가는 최근 사진이 필요했다. 사진은 그 목적을 달성했지만, 그 결과로 나온 그림(타원형 형식의 전통적이고 격식 있는 상반신 초상화)은 특별히 뛰어나지 않아 오늘날 거의 기억되지 않는다. 가드너의 놀랍도록 솔직한 사진은 원래 예술 작품으로 단독으로 존재할 의도가 아니었음에도 불구하고 더 오래 지속되는 것으로 입증되었다. |
|        | 1865년 2월 5일                          | 알렉산더 가드너                               | 워싱턴 D.C.                        | 현상 중 실수로 깨져 버려진 유리 네거티브에서 유일하게 살아남은 인화본                                                                           | 국립 초상화 미술관                                                | 프랭크 굿이어 국립 초상화 미술관 사진 큐레이터에 따르면, "이것은 링컨 대통령 암살 전 마지막 공식 초상화입니다. 링컨이 약간 미소를 띠고 있어서 정말 마음에 듭니다. 취임식이 몇 주 앞으로 다가왔고, 그는 전쟁이 끝나가고 있음을 이해할 수 있으며, 여기서 그는 대통령 재임 기간 동안 처음으로 더 나은 날이 올 것이라는 암시를 허용합니다." |
|        | 1865년 3월 4일                          | 알렉산더 가드너                               | 워싱턴 D.C.                        | 사진 인화본: 알부민 은염 | 미국 의회도서관                                                   | 두 번째 취임 연설을 하는 링컨의 잘려진 부분. 알렉산더 가드너가 취임식 동안 링컨을 찍은 사진은 네 장이 알려져 있다. 링컨은 미국 국회의사당 동쪽 정면에서 서류를 들고 중앙에 서 있다. |
|        | 1865년 3월 4일                          | 알렉산더 가드너                               | 워싱턴 D.C.                        | 사진 인화본: 알부민 은염 | 미국 의회도서관                                                   | 두 번째 취임 연설을 하는 링컨의 잘려진 부분. 알렉산더 가드너가 취임식 동안 링컨을 찍은 사진은 네 장이 알려져 있다. 링컨은 미국 국회의사당 동쪽 정면에서 서류를 들고 중앙에 서 있다. |
|        | 1865년 3월 6일                          | 헨리 F. 워렌                                  | 워싱턴 D.C.                        | | 미국 의회도서관                                                   | 미국 의회도서관에 있는 이 이미지에는 "1865년 3월 6일 백악관 발코니에서 찍은 링컨 대통령의 최신 사진"이라는 인쇄된 표기가 있다. 이 이미지는 월섬, 매사추세츠의 사진작가 헨리 프랭클린 워렌이 인쇄했으며, 그는 그곳에 스튜디오를 가지고 있었다. |
|        | 1865년 4월 24일                         | 벤자민 거니                                   | 뉴욕                               | |                                                                   | 뉴욕 시청사에 있는 링컨의 관에 누워있는 사진. |

유명한 1864년 앤서니 버거가 찍은 에이브러햄 링컨과 아들 태드 링컨의 사진은 태드 링컨 위키백과 문서를 참조하라.

## 내용주
1. ↑  “Dawn's Early Light - The First 50 years of American Photography, Abraham Lincoln & Modern Politics”. 《rmc.library.cornell.edu》. 코넬 대학교 도서관, 희귀 및 원고 컬렉션. 2025년 2월 23일에 확인함.
2. ↑  “The Dead of Antietam | 100 Photographs | The Most Influential Images of All Time”. 2018년 8월 7일. 2018년 8월 7일에 원본 문서에서 보존된 문서. 2025년 2월 23일에 확인함.
3. ↑  “Dawn's Early Light”. 《rmc.library.cornell.edu》. 2025년 2월 23일에 확인함.
4. ↑  Nicolay, John G. (1891). 《Lincoln's Personal Appearance》. 《The Century》 42. 933쪽. 2015년 5월 20일에 원본 문서에서 보존된 문서. 2015년 3월 17일에 확인함.
5. ↑  Sotos, image A46 보관됨 2015-02-27 - 웨이백 머신
6. ↑  Library of Congress exhibit 보관됨 2013-04-13 - 웨이백 머신
7. ↑  Burton 보관됨 2013-07-12 - 웨이백 머신, 2008
8. ↑  Sotos, image A54j 보관됨 2015-02-27 - 웨이백 머신
9. ↑  Tarbell 1896, page n19 보관됨 2016-03-15 - 웨이백 머신
10. ↑  Sotos, image A57bzb 보관됨 2015-02-27 - 웨이백 머신
11. 1 2  Tarbell 1896, page 49 보관됨 2016-03-15 - 웨이백 머신
12. ↑  Sotos, image A57 보관됨 2015-02-27 - 웨이백 머신
13. ↑  Fraker 2012, Page 44
14. ↑  Jackson, Calvin (1858년 1월 1일), 《Abraham Lincoln, head-and-shoulders portrait, facing slightly left, taken in Pittsfield, Illinois, two weeks before the final Lincoln-Douglas debate in Lincoln's unsuccessful bid for the Senate, October 1, 1858》 (영어), 2025년 2월 21일에 확인함
15. ↑  Sotos, image A58x3 보관됨 2015-02-27 - 웨이백 머신
16. 1 2  Christie's Sale 1685, Lot 82
17. ↑  《Abraham Lincoln, half-length portrait, facing left》 (영어), 1858년 1월 1일, 2025년 2월 17일에 확인함
18. ↑  “Abraham Lincoln”. 《npg.si.edu》 (영어). 2025년 2월 12일에 확인함.
19. ↑  Sotos, image A58x4 보관됨 2015-02-27 - 웨이백 머신
20. 1 2  Ostendorf 1998, page 27
21. 1 2  Ostendorf 1998, page 25
22. ↑  “A Canon Injury and the Strange Story Behind an 1858 Abraham Lincoln Photo Just Donated to His Springfield Museum”. 《WTTW News》. 2025년 2월 12일에 확인함.
23. ↑  “An Abe Lincoln photo made during his 1858 ascendancy has been donated to his museum in Illinois”. 《The Independent》 (영어). 2023년 9월 27일. 2025년 2월 12일에 확인함.
24. ↑  Meserve, Frederick Hill (1915). 《Lincolniana : historical portraits and views》. New York. 25쪽. OCLC 4600116. 2016년 11월 23일에 원본 문서에서 보존된 문서.
25. ↑  Sotos, image A58eg1 보관됨 2015-02-27 - 웨이백 머신
26. ↑  Tarbell 1896, page 41 보관됨 2016-03-15 - 웨이백 머신
27. ↑  Sotos, image A58dy 보관됨 2015-02-27 - 웨이백 머신
28. 1 2  Tarbell 1896, page 113 보관됨 2016-03-15 - 웨이백 머신
29. ↑  Sotos, image A58x1 보관됨 2015-02-27 - 웨이백 머신
30. ↑  Lincoln, July 17, 1858
31. ↑  Sotos, image A58hz 보관됨 2015-02-27 - 웨이백 머신
32. ↑  Tarbell 1896, page 65 보관됨 2016-03-15 - 웨이백 머신
33. ↑  Sotos, image A58i 보관됨 2015-02-27 - 웨이백 머신
34. ↑  Tarbell 1896, page 215 보관됨 2016-03-15 - 웨이백 머신
35. ↑  Sotos, image A58ja 보관됨 2015-02-27 - 웨이백 머신
36. ↑  Lincoln by Thomson
37. ↑  Sotos, image A58jk 보관됨 2015-02-27 - 웨이백 머신
38. ↑  Fisher 1968
39. ↑  Ostendorf 1998, page 31
40. ↑  Sotos, image A59jd 보관됨 2015-02-27 - 웨이백 머신
41. 1 2  Ostendorf 1998, page 30
42. ↑  “Abraham Lincoln”. 《npg.si.edu》 (영어). 2025년 2월 12일에 확인함.
43. ↑  Sotos, image A60bza 보관됨 2015-02-27 - 웨이백 머신
44. ↑  Ostendorf 1998, pages 35–36
45. ↑  Sotos, image A60x2 보관됨 2015-02-27 - 웨이백 머신
46. 1 2  https://libsysdigi.library.illinois.edu/OCA/Books2012-06/lincolninphotogr00hami/lincolninphotogr00hami.pdf, page 54
47. ↑  “The Lincolns of Springfield, Illinois”. 《www.lincolncollection.org》. 2025년 2월 13일에 확인함.
48. 1 2  Springfield, Mailing Address: 413 S. 8th Street; Us, IL 62701 Phone: 217 492-4241 Contact. “1860 Whipple Photographs - Lincoln Home National Historic Site (U.S. National Park Service)”. 《www.nps.gov》 (영어). 2025년 2월 13일에 확인함.
49. ↑  Lincoln in Photographs: An Album of Every Known Pose, by Charles Hamilton and Lloyd Ostendorf, 1985, pp. 56- 59
50. ↑  Sotos, image A60ei 보관됨 2015-02-27 - 웨이백 머신
51. ↑  Spates 2008
52. ↑  Sotos, image A60et1 보관됨 2015-02-27 - 웨이백 머신
53. 1 2  Ostendorf 1998, p. 42
54. ↑  Sotos, image A60et2 보관됨 2015-02-27 - 웨이백 머신
55. ↑  Metropolitan Museum of Art
56. ↑  Sotos, image A60fc1 보관됨 2015-02-27 - 웨이백 머신
57. ↑  Ostendorf 1998, page 46
58. ↑  Sotos, image A60fc2 보관됨 2015-02-27 - 웨이백 머신
59. ↑  Ostendorf 1998, page 47
60. ↑  Sotos, image A60fc4 보관됨 2015-02-27 - 웨이백 머신
61. ↑  Ostendorf 1998, page 48
62. ↑  Sotos, image A60x5 보관됨 2015-02-27 - 웨이백 머신
63. ↑  Mellon 1979, p62
64. ↑  Tarbell 1896, page 193 보관됨 2016-03-15 - 웨이백 머신
65. ↑  Sotos, image A60x1 보관됨 2015-02-27 - 웨이백 머신
66. ↑  Ostendorf 1998, page 53
67. ↑  Sotos, image A60x4 보관됨 2015-02-27 - 웨이백 머신
68. ↑  Mellon 1979, p61
69. ↑  Ostendorf 1998, p17
70. ↑  Sotos, image A60x6 보관됨 2015-02-27 - 웨이백 머신
71. ↑  Mellon 1979, p66
72. ↑  Sotos, image A60hm1 보관됨 2015-02-27 - 웨이백 머신
73. ↑  Ostendorf 1998, p66
74. ↑  Ostendorf 1998, p62
75. ↑  Sotos, image A60ky 보관됨 2015-02-27 - 웨이백 머신
76. 1 2  Mellon 1979, p83
77. ↑  Ostendorf 1998, p67
78. ↑  Sotos, image A61bi1 보관됨 2015-02-27 - 웨이백 머신
79. ↑  Sotos, image A61bi2 보관됨 2015-02-27 - 웨이백 머신
80. ↑  Ostendorf 1998, p71
81. ↑  Sotos, image A61bx1 보관됨 2015-02-27 - 웨이백 머신
82. ↑  President Abraham Lincoln, Washington D.C.
83. ↑  Ostendorf 1998, p77
84. ↑  Sotos, image A61x1 보관됨 2015-02-27 - 웨이백 머신
85. ↑  Christie's Sale 2265, Lot 19
86. ↑  Library of Congress LC-USZ62-112729 보관됨 2014-11-02 - 웨이백 머신
87. ↑  Sotos, image A61y1 보관됨 2015-02-27 - 웨이백 머신
88. ↑  Ostendorf 1998, p93
89. ↑  Library of Congress LC-USZ62-13429 보관됨 2016-06-05 - 웨이백 머신
90. ↑  Sotos, image A61qq3 보관됨 2016-04-23 - 웨이백 머신
91. ↑  Mellon 1979, p98
92. ↑  Library of Congress LC-USZ62-13429
93. ↑  Library of Congress LC-USZ62-15178 보관됨 2013-04-21 - 웨이백 머신
94. ↑  Sotos, image A61y4 보관됨 2015-02-27 - 웨이백 머신
95. ↑  Mellon 1979, p101
96. ↑  Library of Congress LC-USZ62-15178
97. ↑  “Abraham Lincoln”. 《npg.si.edu》 (영어). 2025년 2월 12일에 확인함.
98. ↑  Ostendorf 1998
99. ↑  Sotos, image A62jc1 보관됨 2015-02-27 - 웨이백 머신
100. ↑  Ostendorf 1998, p106
101. ↑  Sotos, image A62jc3 보관됨 2015-02-27 - 웨이백 머신
102. ↑  Ostendorf 1998, p109,117
103. ↑  Zeller 2005, page xvi
104. ↑  Sotos, image A62jc2 보관됨 2015-02-27 - 웨이백 머신
105. ↑  Ostendorf 1998, p108,117
106. ↑  Ostendorf 1998, p129
107. ↑  Sotos, image A63 보관됨 2015-02-27 - 웨이백 머신
108. ↑  Ostendorf 1998, p160
109. ↑  Sotos, image A63hi5 보관됨 2015-02-27 - 웨이백 머신
110. ↑  “Photographing President Abraham Lincoln”. 《National Review》 (미국 영어). 2025년 2월 12일. 2025년 2월 21일에 확인함.
111. ↑  Ostendorf 1998, p139
112. ↑  Sotos, image A63h1 보관됨 2015-03-19 - 웨이백 머신
113. ↑  Ostendorf 1998, p136
114. ↑  Ostendorf 1998, p360
115. ↑  Sotos, image A63kh2 보관됨 2015-02-27 - 웨이백 머신
116. 1 2  Sotos, image A63kh4 보관됨 2015-02-27 - 웨이백 머신
117. ↑  Ostndorf 1998, p149
118. ↑  “Lincoln at his desk”. 《WHHA (en-US)》 (영어). 2025년 2월 11일에 확인함.
119. ↑  Sotos, image A64ah2 보관됨 2015-02-27 - 웨이백 머신
120. ↑  Mellon 1979, p156
121. ↑  Sotos, image A64ah4 보관됨 2015-02-27 - 웨이백 머신
122. ↑  “Lot - Abraham Lincoln CDV by Mathew Brady”. 《www.universityarchives.com》. 2025년 2월 19일에 확인함.
123. ↑  “Abraham Lincoln”. 《npg.si.edu》 (영어). 2025년 2월 12일에 확인함.
124. 1 2  Sotos, image A64bi2 보관됨 2015-02-27 - 웨이백 머신
125. ↑  Ostendorf 1998, p174
126. ↑  Berger, Anthony (1864년 1월 1일), 《Abraham Lincoln》 (영어), Brady's National Photographic Portrait Galleries, 2025년 2월 17일에 확인함
127. ↑  Sotos, image A64b3 보관됨 2016-09-11 - 웨이백 머신
128. ↑  Ostendorf 1998, p176
129. ↑  “Abraham Lincoln”. 《npg.si.edu》 (영어). 2025년 2월 12일에 확인함.
130. ↑  Ostendorf 1998, p178
131. ↑  “Abraham Lincoln”. 《contentdm.acpl.lib.in.us》 (영어). 2025년 2월 21일에 확인함.
132. ↑  Library of Congress LC-DIG-ppmsca-18958
133. ↑  Sotos, image A64y1 보관됨 2015-02-27 - 웨이백 머신
134. ↑  “Abraham Lincoln”. 《npg.si.edu》 (영어). 2025년 2월 12일에 확인함.
135. ↑  Ostendorf 1998 p198-9
136. ↑  Ostendorf 1998 p218-20
137. ↑  Sotos, image A65b4 보관됨 2015-02-27 - 웨이백 머신
138. ↑  Mellon 1979, p173
139. ↑  Sotos, image A65b2 보관됨 2015-02-27 - 웨이백 머신
140. ↑  Sotos, image A65b3 보관됨 2015-02-27 - 웨이백 머신
141. ↑  Mellon 1979, p185
142. ↑  Abraham Lincoln, Metropolitan Museum of Art, 2005
143. ↑  Sotos, image A65b5 보관됨 2015-02-27 - 웨이백 머신
144. 1 2  Norris 2011
145. ↑  Warren, Henry Franklin. “The latest photograph of President Lincoln - taken on the balcony at the White House, March 6, 1865”. 《미국 의회도서관》. 2025년 1월 22일에 확인함.
146. ↑  “Advertisement for H. F. Warren - National Portrait Gallery”. 스미스소니언 협회/국립 초상화 미술관. 2025년 1월 22일에 확인함.